# Golfo de Penas

Comuna de Tortel

El golfo de Penas  está situado en el océano Pacífico en la zona austral de Chile entre el cabo Tres Montes por el norte y el cabo Mogotes por el sur, en la Región de Aysén. Su boca tiene un ancho de 50 millas náuticas (92,6 km). Se interna en el continente en dirección general NE por 60 millas náuticas (111,1 km).
Sus características principales son los continuos y violentos temporales que en él se experimentan, la mar gruesa que provocan los vientos reinantes y la existencia de una fuerte corriente procedente del oeste.
Administrativamente pertenece a la Región de Aysén del General Carlos Ibáñez del Campo y a las Provincias de Aysén, comuna de Aysén y Provincia Capitán Prat, comuna de Tortel.

## Ubicación
Mapa del golfo
Se extiende entre los siguientes límites:
- Por el norte: el cabo Tres Montes, el golfo Tres Montes, la península Forelius y el golfo San Esteban.
- Por el este: la isla Javier, el abra Kelly, el seno Jesuita, el estuario Boca de Canales y las islas Ayautau.
- Por el sur: la costa norte del archipiélago Guayaneco, la bahía Tarn y la entrada del canal Messier.
- Por el oeste: el océano Pacífico.

Ubicado entre el cabo Tres Montes por el norte y el cabo Mogotes, extremidad occidental de la isla Byron del archipiélago Guayaneco por el sur, paralelos 46° 59' y 47° 40' de latitud sur. Esta boca tiene un ancho de 50 nmi. Se interna en el continente en dirección general NE por 60 nmi.

## Geología y orografía
Data de la época terciaria y habría surgido por la misma causa geológica que hizo aparecer la cordillera de la Costa y luego la de los Andes. Posteriormente, en la edad glacial, tomó su aspecto actual. Es de origen ígneo por la clase de roca que contiene y por su relieve irregular.
La costa continental es alta y barrancosa, acantilada, muy recortada y con senos de grandes dimensiones como son el seno Jesuita y el Boca de Canales. En la costa continental hay alturas notables tales como el monte Catedral en el seno Jesuita y el monte Triangular en Boca de Canales.

## Climatología
Durante todo el año prevalecen las malas condiciones generales del clima. Solo hay dos estaciones: verano e invierno. El verano comienza en septiembre en que el viento reinante en invierno desde el NW comienza a rolar hacia el SW, los días comienzan a alargarse y aparece el sol. Desde octubre hasta febrero, el viento sopla del SW a veces con gran intensidad, llueve frecuentemente aunque sin la intensidad del invierno. En marzo comienza el invierno y el viento rola al 4° cuadrante y las lluvias son torrenciales acompañadas de nevadas que oscurecen el cielo produciéndose cerrazones muy peligrosas para el navegante.

## Oceanografía
La corriente oceánica va de oeste a este sobre el paralelo 50°S; al encontrar el continente se divide en dos, una se dirige hacia el norte recorriendo las costas de Chile y Perú, es la que se conoce como corriente de Humboldt; la otra se dirige hacia el SE siguiendo las costas de los archipiélagos que van desde el Madre de Dios hacia el sur y llega hasta el océano Atlántico. Cerca del golfo de Penas, la primera rama de la corriente oceánica tira con mucha fuerza hacia la costa; entre el golfo y el paralelo 50°S se experimenta una corriente hacia el este que los navegantes deben tener muy en cuenta.
El viento es el fenómeno atmosférico que más influye sobre las mareas y las corrientes. Las mareas afectan principalmente en los archipiélagos patagónicos. Se ha observado que en la región patagónica la amplitud de la marea es mayor en las nocturnas que en las diurnas.
En el golfo de Penas la menor profundidad encontrada ha sido de 75 metros. En el sector norte la profundidad media es de 150 metros y en la parte sur es de 70 metros, excepto en la bahía Tarn en que alcanza los 200 metros. En la región no se encuentran a menudo bajos fondos de arena, casi siempre son de roca y todos ellos señalizados por sargazos. Como regla para el navegante no deberá pasar jamás en medio de sargazos.

## Flora y fauna
La costa litoral e islas son rocosas de origen volcánico sin capa vegetal en la que crecen líquenes y musgos sobre una masa esponjosa, pero en las laderas y hondonadas crece un bosque tupido en el que se encuentran robles, ciprés de las Guaitecas y mañios de porte mediano pero en algunos lugares pueden encontrarse recto de hasta ocho metros de altura. También hay comestibles como canelo, haya, tepú y leñadura. Entre los arbustos se encuentran el arrayán, el mechai, calafate, la murtilla, el apio silvestre y la fucsia silvestre.
El reino animal es escaso y de pocas especies. Huemul, zorro, lobos marinos y nutrias. Entre las aves terrestres el cóndor, el martín pescador, el tordo, el zorzal y el pájaro carpintero. Entre las aves acuáticas el cisne, el pato, el canquén, la gaviota y el quetro o pato a vapor. Entre los peces encontramos el róbalo, el pejerrey, el blanquillo y la vieja. Entre los mariscos y crustáceos la centolla, el erizo, la jaiba y el choro

## Historia
A contar de 1520, con el descubrimiento del estrecho de Magallanes, pocas regiones han sido tan exploradas como la de los canales patagónicos. En las cartas antiguas la región de la Patagonia, entre los paralelos 48° y 50° Sur, aparecía ocupada casi exclusivamente por una gran isla denominada “Campana” separada del continente por el “canal de la nación Calén”, nación que se supuso existió hasta el siglo XVIII entre los paralelos 48° y 49° de latitud sur.
Desde mediados del siglo XX esos canales son recorridos con seguridad por grandes naves de todas las naciones, gracias a los numerosos reconocimientos y trabajos hidrográficos efectuados en esas peligrosas costas.
Por más de 6.000 años estos canales y sus costas han sido recorridas por los kawésqar, indígenas, nómades canoeros. Hay dos hipótesis sobre su llegada a los lugares de poblamiento. Una, que procedían del norte siguiendo la ruta de los canales chilotes y que atravesaron hacia el sur cruzando el istmo de Ofqui. La otra es que procedían desde el sur y que a través de un proceso de colonización y transformación de poblaciones cazadoras terrestres, procedentes de la Patagonia Oriental, poblaron las islas del estrecho de Magallanes y subieron por los canales patagónicos hasta el golfo de Penas. A comienzos del siglo XXI este pueblo había sido prácticamente aniquilado por la acción del hombre blanco.

## Expediciones y trabajos hidrográficos
El comandante Pringle Stokes del HMS Beagle en 1828 estuvo trabajando en el golfo de Penas desde mediados de abril hasta fines de junio, poco más de dos meses y durante ese tiempo experimentó excesivo mal tiempo, frecuentes y prolongados temporales e incesante lluvia y granizadas.
A mediados de abril de 1828 el comandante Stokes con el Beagle inspeccionó el archipiélago Guayaneco donde encontró enterrado en la arena el bao de roble inglés de una nave de gran tamaño, por lo que supuso que se trataba de la fragata HMS Wager que había naufragado en la zona en 1741. También encontraron los restos de tres refugios que habían sido abandonados hacía tiempo, eran exactamente iguales a los encontrados en el estrecho de Magallanes.
Stokes se dirigió al cabo Tres Montes, examinó la costa exterior hasta el paralelo 47°S límite asignado a su levantamiento. Regresó al sur y fondeó en puerto Barroso, al que bautizó como Otway, y trabajó en el levantamiento de la zona. Permaneció fondeado en puerto Barroso desde el 30 de abril hasta 9 de mayo detenido por fuertes temporales. El 10 de mayo cambió de fondeadero al seno Hoppner. Stokes acompañado por el teniente Skyring y cinco marineros atravesó a pie la península que une la península de Taitao con la Tres Montes alcanzando hasta el cabo Ráper.
El 19 de mayo zarpó de puerto Barroso y navegó el golfo Tres Montes hasta alcanzar la isla Javier, levantó la costa del golfo San Esteban y de la bahía San Quintín. Luego se dirigió al seno Kelly, navegó el canal Cheap llegando hasta la entrada del estuario Boca de Canales donde soportaron furiosos temporales. El Beagle permaneció en puerto Barroso desde el 12 de junio por enfermedad de gran parte de la dotación, hasta el 29 de junio fecha en que el médico informó que la tripulación estaba lo suficientemente sana para desempeñar sus funciones sin riesgo.
En diciembre de 1829 la goleta Adelaide, bajo el mando de teniente Skyring, zarpó desde Chiloé al golfo de Penas para levantar las partes no trabajadas por el Beagle. Arribó al cabo Tres Montes el 14 de diciembre y esa misma tarde fondeó en puerto Barroso. Hasta el 19 de enero de 1830 recorrió en bote el río San Tadeo y descubrió el río Negro, levantó el seno Jesuita y luego la Boca de Canales y se dirigieron a las Guayaneco y continuaron cumpliendo sus tareas hacia el sur.

## Descripción del sector norte

### Península de Taitao
- Mapa de la península

Situada entre el extremo sur del archipiélago de los Chonos y el extremo norte del golfo de Penas. Se dirige hacia NW desde el extremo SW de la laguna San Rafael. Mide alrededor de 65 nmi en dirección NW-SE por 8½ nmi de NE-SW. Sus límites lo constituyen la punta Seal en el extremo NW, la punta Rees por el extremo W, el cabo Tres Montes por el S y la punta Cochrane por el extremo SE.
Es alta y montañosa destacándose, entre otras, en su extremo sur cumbres de 786 y 784 metros, al NE del cabo Raper el cerro El Yunque de 1.066 metros y en su parte norte otro cerro de 1.063 metros en puerto Refugio.
Su costa es endentada y muy recortada por numerosas penínsulas más pequeñas, tales como las penínsulas Gallegos y Skyring en su sector NW junto a la bahía Anna Pink y la península Duende al sur de las anteriores. En el extremo NE se encuentra la península Sisquelán, en el extremo SW la península Tres Montes y en el extremo SE la península Forelius.
En su interior hay varios lagos y lagunas: Lago Presidente Ríos que tiene seis brazos de largos entre 9 y 12 nmi cada uno  Entre ellos se eleva una cumbre de 1.036 metros. Lago Elena, al SW del lago Presidente Ríos. Tiene 17 nmi de largo en dirección NW-SE.

### Península Tres Montes
- Mapa de la península

Sus coordenadas según el Derrotero son: L:46°51’00” S. G:75°24’00” W. Es el extremo SW de la península de Taitao. Sus extremidades las constituyen por el NE la punta Morro, por el SE el cabo Stokes y por el S el cabo Tres Montes.
Es un macizo alto con acantilados en el que se forman varios esteros y bahías. En su extremo NW se eleva el cerro Picacho de 685 metros de altura, en su lado oeste hay una altura de 705 metros, el lado sur otra cumbre de 762 metros y en el sector noreste otro cerro de 762 metros.

### Cabo Tres Montes
- Mapa del cabo

Sus coordenadas según el Derrotero son: L:46°59’00” S. G:75°25’00” W. Es el extremo sur de la península Tres Montes.
Es un promontorio muy notable de 396 metros de altura. En su alrededor hay rocas ahogadas hasta una distancia de 2 cables. Es un buen punto de recalada. Se debe tener especial atención con las corrientes de flujo que tiran con fuerza hacia el este.

### Golfo Tres Montes
- Mapa del golfo

Está emplazado entre el lado este de la península Tres Montes, el costado suroeste de la península Taitao, el costado oeste de la península Forelius y la costa oeste de la isla Purcell. Mide 24 nmi de ancho entre el cabo Stokes y la isla Purcell por 15 nmi de saco en dirección general norte.
En sus costas quebradas e irregulares se forman senos de extensión considerable, tales como los senos Holloway, Hoppner y Newman. También hay varias islas que forman el grupo Chaicayan también conocido como islas Marinas.
Toda nave que penetre al golfo se encontrará libre de la fuerte marejada que hay en el golfo de Penas.

### Península Forelius
- Mapa de la península

Es el extremo SE de la península de Taitao a la que está unida por los istmos de Thule y de Riavel, ambos muy bajos y muy angostos, el primero tiene 250 metros de largo y el segundo 70 metros. Limita al occidente con el istmo de Thule y se extiende hacia el este por 16 nmi. Su mayor ancho es de 4 nmi en dirección N-S.
Es montañosa y está cubierta de un bosque espeso. De las montañas descienden numerosos arroyos. Sus cumbres principales son: en el extremo oeste el monte Capuleto de 256 metros de alto; los cerros Benjamín y Saúl de 221 y 390 metros de alto respectivamente, a continuación en la parte central los cerros Esmeralda, Barrancas y Forelius de 176, 315 y 401 metros y en la parte oriental los cerros Doble Pico de 279 metros y Miraflores de 225 metros.

### Isla Purcell
- Mapa de la isla

Situada en el sector NE del golfo de Penas al sur de la península Forelius entre los golfos Tres Montes y San Esteban. Mide 1½ nmi de largo en dirección N-S por igual magnitud a 90°. Es muy boscosa y de altura moderada, 172 metros es su mayor altura. Está rodeada de varias isla pequeñas y muy cercanas. En su costa este hay un buen surgidero, abrigado del viento y mar del 3° y 4° cuadrantes.

### Golfo San Esteban
- Mapa del golfo

Situado en el sector NE del golfo de Penas entre la isla Purcell y la costa sur de la península Forelius por su costado oeste y la parte norte de la isla Javier y la costa continental por el este. Mide 9 nmi de boca por 8½ de saco. En la costa continental entre la desembocadura del río San Tadeo hasta la punta norte de la entrada del abra Kelly hay una larga playa de arena en la cual rompe la mar permanentemente con gran violencia .

## Descripción del sector este

### Isla Javier
- Mapa de la isla

Sus coordenadas según el Derrotero son: L:47°07’00” S. G:74°24’00” W.
Ubicada en el sector NE del golfo de Penas, a 7 nmi de la entrada al abra Kelly y al oeste del seno Jesuita.
Mide 12 nmi de largo en dirección NE-SW por 5 nmi de ancho. Cubierta de vegetación con cumbres que van desde los 365 hasta los 425 metros de alto. Su costa occidental es inabordable por la marejada, pero en el lado este hay dos surgideros de condiciones regulares; el de más al norte, el surgidero Javier y el de más al sur, surgidero Ignacio. En ambos se puede fondear en profundidades de 20 a 25 metros con fondo de arena. Está separada de la costa continental por el canal Cheap de 3 nmi de ancho en su parte más angosta.

### Canal Cheap
- Mapa del canal

Corre entre la isla Javier y el continente. Mide 17 nmi de largo por 5 nmi de ancho. Es profundo y en su parte más angosta tiene 3 nmi de ancho. Es azotado por la marejada casi permanente que hay en el golfo de Penas.

### Abra Kelly
- Mapa del abra

Sus coordenadas según el Derrotero son: L:46°59’00” S. G:74°07’00” W. Abre en el territorio continental en el sector NE del golfo de Penas inmediatamente a continuación de la larga playa de arena que tiene el golfo San Esteban.
Es una bahía que tiene dos brazos, el brazo norte llamado bahía Kelly con el tenedero del mismo nombre y otro brazo en dirección sur. La entrada al abra se encuentra entre la punta Blanca del continente y la punta norte de una isla sin nombre que se encuentra al sur. Está rodeada de montañas de 400 a 600 metros de altura. En su lado norte se ve el gran ventisquero San Quintín, excelente punto de referencia para reconocer el abra desde una 25 nmi de distancia.

### Seno Jesuita
Sus coordenadas según el Derrotero son: L:47°11’00” S. G:74°16’00” W. Abre en la costa continental entre las puntas Julia por el norte y Anita por el sur, el ancho de esta boca es de 5 nmi y en medio de ella está la isla Maldonado de 3 nmi de largo y varias otras más pequeñas.
En la costa sur del seno se abre hacia el este de la punta Anita el puerto San Salvador que tiene un saco de 2 nmi en dirección SE más un estero que sigue por 3 nmi en dirección SSW. A 2½ nmi de la punta Anita y en la costa sur se abre el estero San Salvador que corre 10 nmi en dirección sur, está rodeado por los montes Gemelos de 954 metros y Partido de 1.316 metros de altura. Luego hacia el este y a 7 nmi de la punta Anita se abre en dirección SSE el estero Julián de 10 nmi de largo y rodeado por cerros de más de 1000 metros de alto. Finalmente, a 7½ nmi de la punta Anita comienza el estero Benito que se extiende por 11 nmi en dirección NE terminando cerca del abra Kelly.
En la costa norte del seno, frente al estero Julián, existe el mejor surgidero, abrigado de los vientos del 3° y 4° cuadrantes, se puede fondear en 20 a 40 metros de agua.

### Estuario Boca de Canales
Situado en la costa este del golfo de Penas, 20 nmi al norte de la bahía Tarn. Es un gran estuario que se interna en el continente en dirección general ESE por 11 nmi, punto en el que se divide en dos brazos, uno se dirige hacia el este por 15 nmi y el otro hacia el sur por 11 nmi.El estuario se abre entre el cabo Machado y la punta Tianitau.
Sus costas son quebradas, altas y escarpadas. No ofrecen abrigo. No hay en él ningún tipo de recursos, ni siquiera pesca o caza. En su costa norte destacan los montes Stokes y Triangular de 800 metros de alto. 3 nmi al interior del estuario están las islas Hazard donde se puede encontrar un pésimo fondeadero.

### Islas Ayautau
- Mapa de las islas

Sus coordenadas según el Derrotero son: L:47°36’00” S. G:74°45’00” W. Son dos islas mayores, una de 228 metros de alto y varias pequeñas. La isla mayor mencionada es un excelente punto de referencia para tomar el canal Messier o dirigirse a la bahía Tarn viniendo desde el norte. Los canales entre las islas y el continente están sembrados de rocas. El bajo Sakkarah se encuentra al SSW de las islas y a 3 nmi.

## Descripción del sector sur

### Archipiélago Guayaneco
- Mapa del archipiélago

Está formado por dos islas principales, Wager y Byron más las islas San Pedro y Schröder y numerosos islotes y rocas. Wager y Byron están separadas por el paso Rundle en cuyo extremo NW se encuentra la bahía Speedwell.

### Bahía Tarn
- Mapa de la bahía

Sus coordenadas según el Derrotero son: L:47°40’00” S. G:74°45’00” W. Ubicada en el sector sur del golfo de Penas, entre el continente, la entrada norte del canal Messier y las islas Guayaneco. Tiene 15 nmi de ancho.